# Eleonora Cybo
Eleonora Cybo-Malaspina (Massa, 10 marzo 1523 – Firenze, 22 febbraio 1594) è stata una scrittrice italiana, moglie di Giovanni Luigi Fieschi prima, e di Chiappino Vitelli poi.

## Biografia

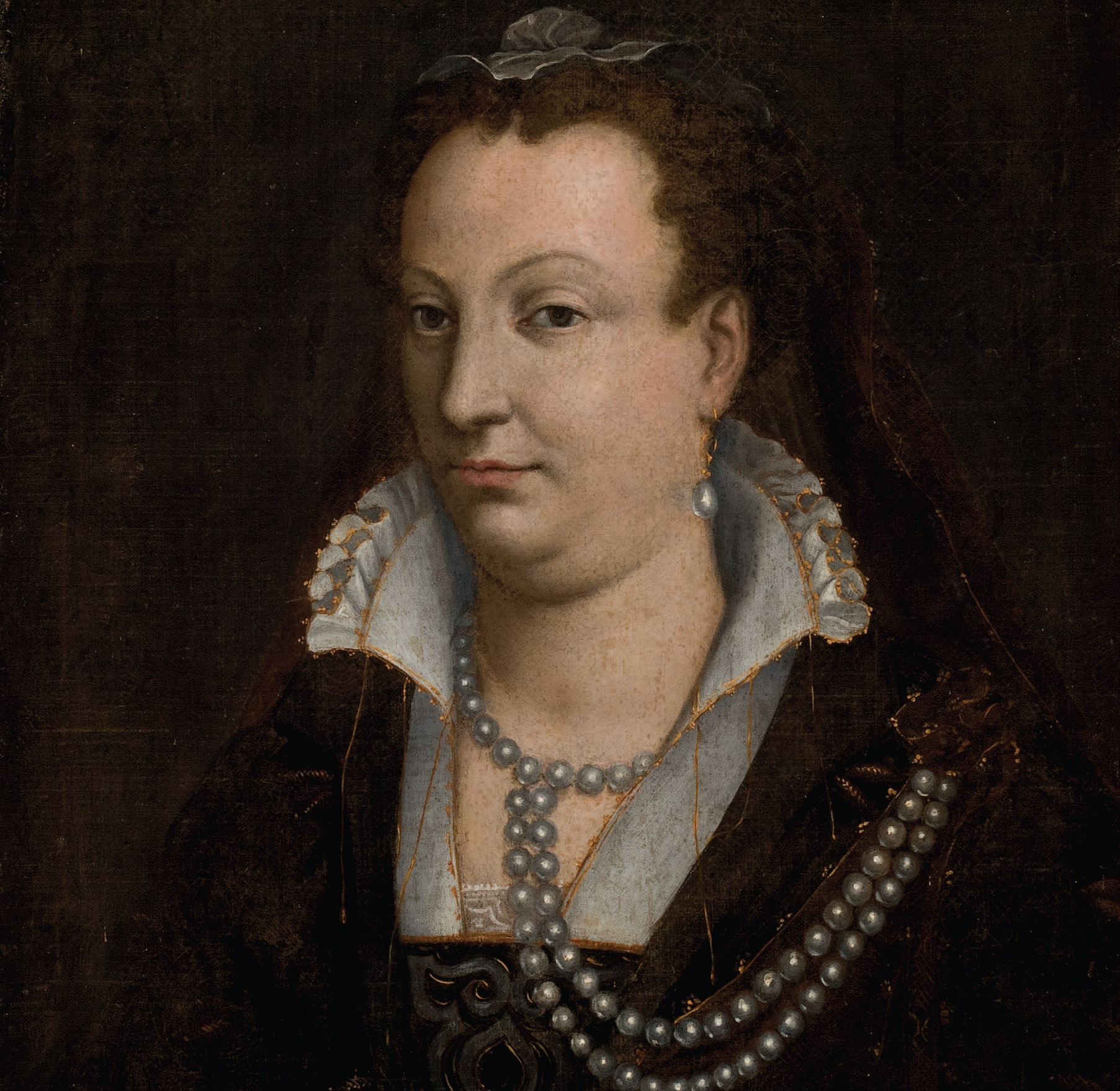
Eleonora Cybo-Malaspina

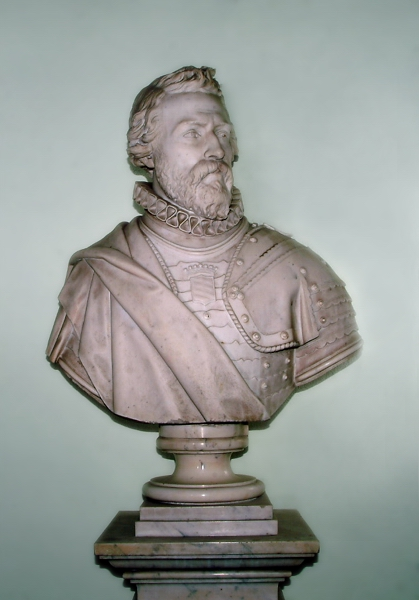
Giovanni Luigi Fieschi, primo marito di Eleonora Cybo

Nata a Massa il 10 marzo 1523 da Lorenzo Cybo e Ricciarda Malaspina, soffrì fin dai primi anni di vita i forti contrasti familiari, dovuti all'ostilità della madre verso il padre, ed il conseguente odio nutrito da questa nei confronti dei figli avuti da Lorenzo. Così, Eleonora fu già dal 1535 a Firenze, rinchiusa nel Monastero delle Murate dove la sua educazione fu curata dalla zia Caterina Cybo. Il destino matrimoniale della Cybo fu per molti anni oggetto di discussioni: infatti, il padre voleva darla in sposa a Giovanni Luigi Fieschi, della famiglia genovese dei Fieschi, ma Andrea Doria non voleva che, attraverso questo matrimonio, la famiglia ligure (sua nemica) s'imparentasse con quella di Massa. La madre invece, anch'essa contraria a questo matrimonio, cercò di trovare altri pretendenti: un esponente degli Sforza di Santa Fiora ed il nipote del cardinale Agostino Trivulzio, con il benestare di Ercole II d'Este. Alla fine, si scelse il Fieschi, ma le trattative per il matrimonio furono lunghe e difficili: iniziarono nel 1539, e, visto che non erano ancora concluse nel 1542, Eleonora faceva pressioni sullo zio, il cardinale Innocenzo Cybo, affinché si affrettassero queste pratiche, perché era stanca della vita nel convento. Fu così, che il matrimonio tra Eleonora e Giovanni Luigi Fieschi avvenne il 30 gennaio 1543 a Carrara, e dopo i festeggiamenti, la Cybo dovette trasferirsi a Genova, dove giunse via mare, perché era stato inviato apposta dalla Liguria Giannettino Doria, erede di Andrea, con due galee. L'incontro con Giannettino sarà fatale: infatti, sebbene la storia sia un po' romanzata, sembra che il Doria, folgorato dalla bellezza di Eleonora, abbia provato a corteggiarla, e che questa sia stata al gioco del genovese; fu per questo che, oltre ai motivi economici e politici, il marito della Cybo organizzò, nel 1547, la congiura dei Fieschi, che portò alla morte sia di Giannetto che di Giovanni Luigi. Rimasta quindi vedova, venne rinchiusa nuovamente dal padre nel Monastero delle Murate, ma questa volta Eleonora non accettò la sua prigione, e così chiese aiuto al Granduca di Toscana Cosimo I de' Medici, che s'interessò delle vicende della Cybo.

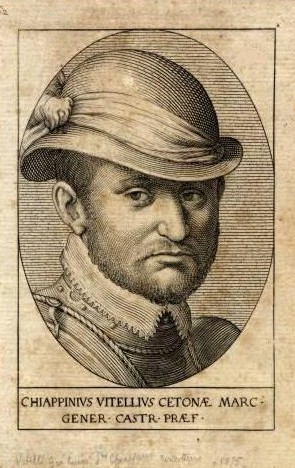
Chiappino Vitelli, secondo marito di Eleonora Cybo

Il de' Medici, così, scelse come partito ideale per la nobile massese Chiappino Vitelli, suo uomo fidatissimo e capitano di grande fama europea; questa decisione presa dal fiorentino fu molto ben accetta da Eleonora, che, nonostante il Vitelli non fosse per niente di bell'aspetto, andò contro il volere dei suoi parenti per sposare il tifernate. Il matrimonio fu reso ufficiale nel 1548. La vita matrimoniale con Chiappino, però, fu pressoché inesistente, poiché il Vitelli, vista la sua enorme fama, fu sempre impegnato negli affari militari europei, e per questo fu più lontano da casa (e dalla moglie) che vicino alla sua consorte. La cosa certa è che i due non ebbero figli; nel 1575, alla morte del marito in Olanda, dove si trovava al servizio del re spagnolo Filippo II, Eleonora ritornò al Monastero delle Murate, dove rimase fino alla morte, giunta il 22 febbraio 1594. La Cybo, donna di grandissima cultura ed erudizione, compose alcuni sonetti, di cui oggi non esiste traccia.

## Ascendenza
|                               |                     |                              | Genitori             |  |  | Nonni |  |  | Bisnonni            |  |  | Trisnonni  |  |
|                               |                     |                              |                      |  |  |       |  |  | Papa Innocenzo VIII |  |  | Arano Cybo |  |
|                               |                     |                              |                      |  |  |       |  |  | Papa Innocenzo VIII |  |  | Arano Cybo |  |
|                               |                     | Teodorina de Mari            |                      |  |  |       |  |  | Papa Innocenzo VIII |  |  |            |  |
| Francesco Cybo                |                     |                              |                      |  |  |       |  |  | Papa Innocenzo VIII |  |  |            |  |
|                               |                     | …                            | …                    |  |  |       |  |  |                     |  |  |            |  |
|                               |                     | …                            | …                    |  |  |       |  |  |                     |  |  |            |  |
|                               |                     | …                            | …                    |  |  |       |  |  |                     |  |  |            |  |
| Lorenzo Cybo                  |                     | …                            |                      |  |  |       |  |  |                     |  |  |            |  |
|                               |                     | Lorenzo de' Medici           | Piero de' Medici     |  |  |       |  |  |                     |  |  |            |  |
|                               |                     | Lorenzo de' Medici           | Piero de' Medici     |  |  |       |  |  |                     |  |  |            |  |
|                               |                     | Lorenzo de' Medici           | Lucrezia Tornabuoni  |  |  |       |  |  |                     |  |  |            |  |
| Maddalena de' Medici          |                     | Lorenzo de' Medici           |                      |  |  |       |  |  |                     |  |  |            |  |
|                               |                     | Clarice Orsini               | Jacopo Orsini        |  |  |       |  |  |                     |  |  |            |  |
|                               |                     | Clarice Orsini               | Jacopo Orsini        |  |  |       |  |  |                     |  |  |            |  |
|                               |                     | Clarice Orsini               | Maddalena Orsini     |  |  |       |  |  |                     |  |  |            |  |
| Eleonora Cybo                 |                     | Clarice Orsini               |                      |  |  |       |  |  |                     |  |  |            |  |
|                               | Giacomo I Malaspina | Antonio Alberico I Malaspina |                      |  |  |       |  |  |                     |  |  |            |  |
|                               | Giacomo I Malaspina | Antonio Alberico I Malaspina |                      |  |  |       |  |  |                     |  |  |            |  |
|                               | Giacomo I Malaspina | Giovanna Malaspina           |                      |  |  |       |  |  |                     |  |  |            |  |
| Antonio Alberico II Malaspina | Giacomo I Malaspina |                              |                      |  |  |       |  |  |                     |  |  |            |  |
|                               |                     | Taddea Pico della Mirandola  | Francesco III Pico   |  |  |       |  |  |                     |  |  |            |  |
|                               |                     | Taddea Pico della Mirandola  | Francesco III Pico   |  |  |       |  |  |                     |  |  |            |  |
|                               |                     | Taddea Pico della Mirandola  | Pietra Pio           |  |  |       |  |  |                     |  |  |            |  |
| Ricciarda Malaspina           |                     | Taddea Pico della Mirandola  |                      |  |  |       |  |  |                     |  |  |            |  |
|                               |                     | Sigismondo d'Este            | Niccolò III d'Este   |  |  |       |  |  |                     |  |  |            |  |
|                               |                     | Sigismondo d'Este            | Niccolò III d'Este   |  |  |       |  |  |                     |  |  |            |  |
|                               |                     | Sigismondo d'Este            | Ricciarda di Saluzzo |  |  |       |  |  |                     |  |  |            |  |
| Lucrezia d'Este               |                     | Sigismondo d'Este            |                      |  |  |       |  |  |                     |  |  |            |  |
|                               |                     | Pizzocara                    | …                    |  |  |       |  |  |                     |  |  |            |  |
|                               |                     | Pizzocara                    | …                    |  |  |       |  |  |                     |  |  |            |  |
|                               |                     | Pizzocara                    | …                    |  |  |       |  |  |                     |  |  |            |  |
|                               |                     | Pizzocara                    |                      |  |  |       |  |  |                     |  |  |            |  |